# Langston Hjuz
Džejms Merser Langston Hjuz (1. februar 1902 – 22. maj 1967) bio je američki pesnik, društveni aktivista, romanopisac, dramaturg i kolumnista iz Džoplina, Misuri. Kao mladić preselio se u Njujork Siti, gde je razvio karijeru. Jedan od najranijih inovatora tada nove književne umetničke forme koja se zove džez poezija, Hjuz je najpoznatiji kao vođa Harlemske renesanse. On je poznat po tome da je napisao o periodu kad je „nigro bio u modi”, što je kasnije parafrazirano kao „kad je Harlem bio u modi”.
Odrastajući u nizu gradova sa srednjeg zapada, Hjuz je u ranom dobu postao plodan pisac. On je završio je srednju školu u Klivlendu, Ohajo, i ubrzo započeo studije na univerzitetu Kolumbija u Njujorku. Iako je napustio studije, bio je zapažen među njujorškim izdavačima, najpre u časopisu Kriza, a potom od izdavača knjiga i postao je poznat u kreativnoj zajednici u Harlemu. Na kraju je diplomirao na univerzitetu Linkoln u Pensilvaniji. Pored poezije, Hjuz je pisao drame i kratke priče. On je objavio nekoliko nefikcionih dela. Od 1942. do 1962. godine, dok je pokret za građanska prava dobijao na značaju, on je pisao detaljnu nedeljnu rubriku u vodećim crnim novinama, Čikaškom braniocu.

## Biografija

### Poreklo i detinjstvo
Kao i mnogi Afroamerikanci, Hjuz je imao složeno poreklo. Obe Hjuzove prababe s očeve strane bile su porobljene Afroamerikanke, a oba njegova pradeda po ocu bila su beli robovlasnici u Kentukiju. Prema Hjuzu, jedan od njih je bio Sam Klej, škotsko-američki destiler viskija iz okruga Henri, za koga se tvrdi da je rođak državnika Henrija Kleja. Drugi je bio Sajlas Kašenberi, jevrejsko-američki trgovac robovima iz okruga Klark. Hjuzova baba po majci Meri Paterson bila je afroameričkog, francuskog, engleskog i indijanskog porekla. Ona je bila jedna od prvih žena koje su pohađale Oberlin koledž. Ona se pre studija bila udala za Luisa Šeridana Lirija, takođe mešovite rase. Luis Liri se nakon toga pridružio napadu Džona Brauna na Harpers Feri u Zapadnoj Virdžiniji 1859. godine, gde je smrtno ranjen.
Deset godina kasnije, 1869. godine, udovica Meri Paterson Liri ponovo se udala, u elitnu, politički aktivnu porodicu Langston. (Pogledajte talentovanu desetinu.) Njen drugi suprug bio je Čarls Henri Langston, afroameričkog, evroameričkog i indijanskog porekla. On i njegov mlađi brat Džon Merser Langston su radili u abolicionističkom pokretu i pomogli su vođama Ohajskog antirobovskog udruženja 1858. godine.
Nakon njihovog braka, Čarls Langston preselio se sa porodicom u Kansas, gde je bio aktivan kao prosvetni radnik i aktivista za glasanje i prava Afroamerikanaca. Njegova i Merina ćerka Karolin (poznata kao Kari) postala je učiteljica i udala se za Džejmsa Natanijela Hjuza (1871–1934). Oni su imali su dvoje dece; drugi je bio Langston Hjuz, rođen 1901 u Džoplinu, Misuri.
Langston Hjuz je odrastao u nizu malih gradova američkog severozapada. Njegov otac je napustio porodicu ubrzo nakon što se dečak rodio i kasnije se razveo sa Kari. Stariji Hjuz otputovao je na Kubu, a potom u Meksiko, želeći da izbegne trajni rasizam u Sjedinjenim Državama.
Nakon separacije, Hjuzova majka je putovala, tražeći posao. Langstona je uglavnom odgajala njegova baba po majci u Lavrencu u Kanzasu, Meri Paterson Langston. Kroz crno američku usmenu tradiciju i koristeći aktivistička iskustava svoje generacije, Meri Langston je unuku usadila trajan osećaj rasnog ponosa. Prožet osećajem dužnosti svoje bake da pomogne svojoj rasi, Hjuz se celog života poistovećivao sa zanemarenim i ugnjetavanim crncima i veličao ih u svom radu. Veći deo detinjstva je živeo u Lovrencu. U svojoj autobiografiji Veliko more, iz 1940. godine, napisao je: „Dugo sam bio nesrećan i vrlo usamljen, živeći sa mojom babom. Tada su počele da mi se događaju knjige, i počeo sam da verujem u ništa drugo osim knjiga i predivan svet u knjigama - gde ako su ljudi patili, oni su ispaštali na lepom jeziku, a ne u jednosložnicama, kao što smo mi to činili u Kanzasu.”
Nakon smrti svoje babe, Hjuz je otišao da živi dve godine sa prijateljima porodice, Džejmsom i tetkom Meri Rid. Kasnije je Hjuz ponovo živeo sa majkom Kari u Linkolnu u Ilinoisu. Ona se ponovo udala kad je on bio adolescent. Porodica se preselila u kvart Ferfaks u Klivlendu u Ohaju, gde je pohađao Centralnu srednju školu. Tu je predavala Helen Marija Česnat, koja je bila njegovo nadahnjuće.